# Venantius Fortunatus

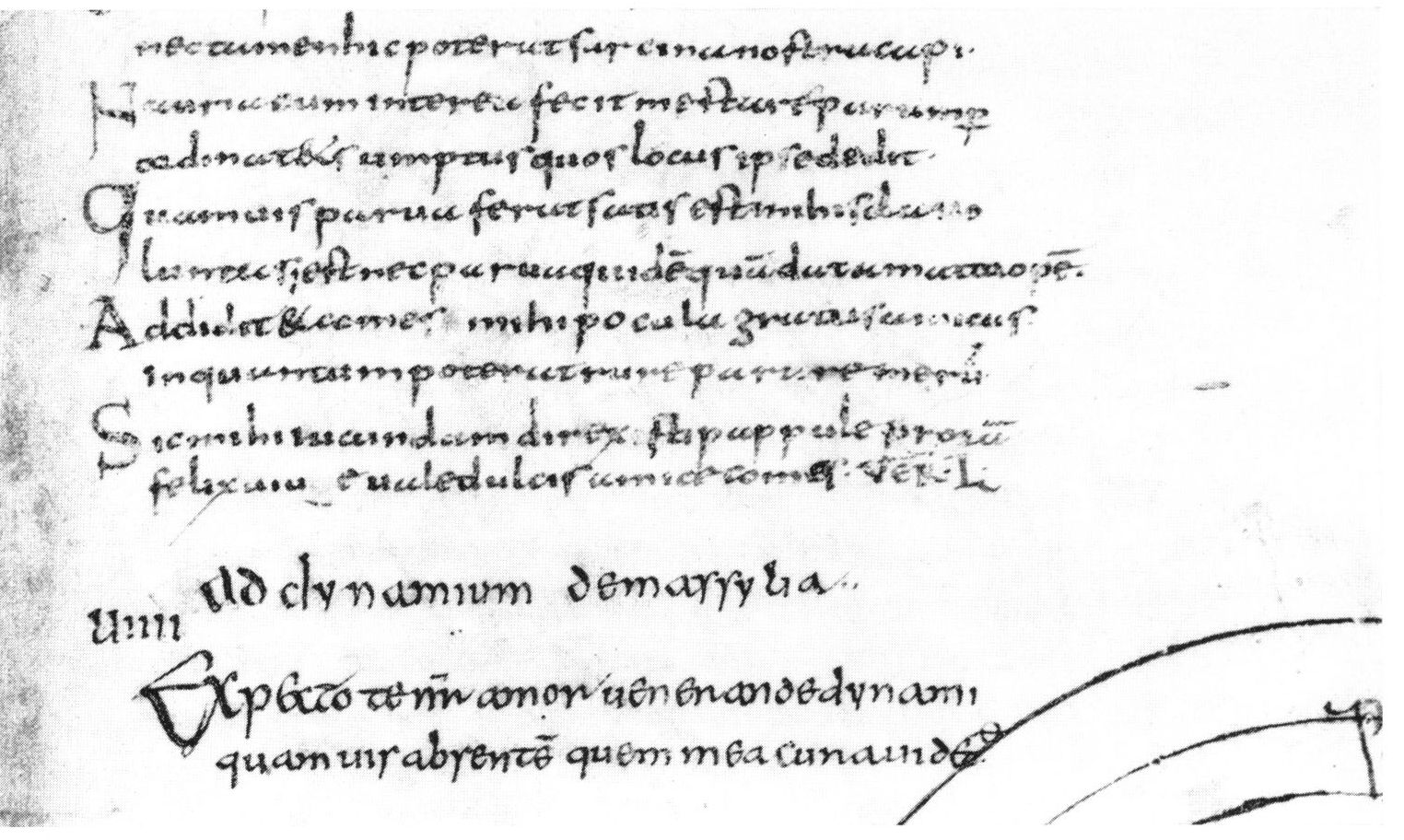
Gedichte des Venantius Fortunatus mit zwei Versen des irischen Gelehrten Dungal in der Handschrift Mailand, Biblioteca Ambrosiana, C 74 sup., fol. 28r (9. Jahrhundert)

Venantius Honorius Clementianus Fortunatus (* um 540 in Valdobbiadene bei Treviso; † an einem 14. Dezember zwischen 600 und 610 in Poitiers) war ein bedeutender Dichter und Hagiograph der Merowingerzeit und Bischof von Poitiers.

## Leben
Venantius ist als der letzte römische Dichter der Spätantike (Friedrich Leo), aber auch als der erste Dichter des Mittelalters (Franz Brunhölzl) bezeichnet worden. Beides hat seine Berechtigung, denn der Poet gehört einer Übergangsepoche an. Er erhielt eine solide klassische Ausbildung in Ravenna, dem Sitz des oströmischen Statthalters (Exarchen) in Italien, und war gut mit den antiken Vorbildern vertraut, darunter Vergil, Horaz, Martial, Paulinus von Nola und Prudentius. Im Jahr 565, dem letzten Regierungsjahr Kaiser Justinians, begab er sich auf eine Wallfahrt nach Tours in Gallien zum Grab des Heiligen Martin, dem er für seine Heilung von einem Augenleiden danken wollte. Dabei zog er zunächst über die Alpen nach Raetien, dann nach Mogontiacum (Mainz), Colonia Claudia Ara Agrippinensium (Köln) und Augusta Treverorum (Trier), schließlich über Metz, Verdun und Lutetia (Paris) nach Tours. Unterwegs fand er gastliche Aufnahme bei Bischöfen und Aristokraten, denen er mit Gelegenheitsgedichten dankte.
In Metz schrieb er anlässlich der Hochzeit des austrasischen Königs Sigibert I. mit der westgotischen Prinzessin Brunichild ein Hochzeitsgedicht nach dem Vorbild der antiken Epithalamien, was ihm den Zugang zur weltlichen und geistlichen fränkischen Oberschicht öffnete. Es gelang ihm, zahlreiche Förderer zu finden, darunter Euphronius von Tours, der einem gallorömisch-senatorischen Geschlecht entstammte. Durch dessen Empfehlung gelangte Venantius 567 nach Poitiers. Dort trat er in persönliche Beziehung zu der thüringischen Königstochter Radegundis, der Witwe König Chlothars I., und ihrer Pflegetochter Agnes, die sich in ein Kloster zurückgezogen hatten. Venantius wurde Priester und Seelsorger des Klosters. Im Auftrag Radegundis’ unternahm Venantius, der inzwischen einen hervorragenden Ruf als lateinischer Dichter genoss, mehrere Reisen. Auch literarisch war er für sie aktiv. Er stand weiterhin in Kontakt zu zahlreichen bedeutenden Zeitgenossen, insbesondere zum Bischof Gregor von Tours, der auch einer seiner Förderer war. Gegen Ende seines Lebens, wohl um das Jahr 600, wurde Venantius Bischof von Poitiers.
In späteren Jahrhunderten wurde Venantius als Heiliger verehrt. Sein Gedenktag ist sein Todestag, der 14. Dezember; das Todesjahr ist unbekannt.

## Werke
Seine Werke stellen eine wichtige Quelle für die ausgehende gallorömische Kultur an der Wende von der Spätantike zum Frühmittelalter dar.
Venantius schrieb ein Versepos in vier Büchern auf den heiligen Martin von Tours (De virtutibus Martini Turonensis), wobei er von der Vita sancti Martini des Sulpicius Severus ausging und auch deren epische Bearbeitung durch Paulinus von Périgueux heranzog. Es ist Gregor von Tours gewidmet, die Anfertigung wurde von Radegunde angeregt. Außerdem schrieb er sieben Heiligenviten in Prosa, darunter eine über Hilarius von Poitiers und eine über Radegundis, die er nach ihrem Tod als Heilige darstellte.
Von herausragender Bedeutung sind seine elf Bücher Carmina miscellanea, die liturgische Hymnen, Elegien, Enkomia, Epigramme, Epitaphien und verschiedene Gelegenheitsgedichte enthalten. Zu letzteren gehört De navigio suo (Über seine Schiffsreise) aus dem Jahre 588, das von einer Fahrt mit dem jungen Merowingerkönig Childebert II. (570–595) die Mosel hinab bis nach Koblenz und weiter rheinabwärts bis nach Andernach und Leutesdorf handelt und ein Gegenstück zu dem berühmten Gedicht Mosella des Ausonius bietet. Bemerkenswert ist außerdem ein Lobgedicht auf den oströmischen Kaiser Justin II. (565–578), der damals in Gallien noch vielfach als Oberherr anerkannt wurde. Unter den Hymnen befinden sich unter anderem die in das römische Brevier aufgenommenen Passionslieder Pange lingua und Vexilla regis, die zu den auch heute noch bekanntesten Hymnen der lateinischen Liturgie zählen. Das Pange lingua diente auch Thomas von Aquin als Grundlage für seinen gleichnamigen eucharistischen Hymnus Pange lingua. Eine besondere Gruppe bilden die Figurengedichte (II, 4; II 5; V, 6), die von zentraler Bedeutung für die weitere Gattungsentwicklung sind.
Außerhalb der Gedichtsammlung überliefert sind das ebenfalls in das Brevier übernommene Marienlied Quem terra, pontus, aethera, ein längeres Gedicht zum Lob Mariens (In laudem sanctae Mariae) sowie ein Klagelied über den Untergang des thüringischen Königshauses, aus dem Radegunde stammte (De excidio Thoringiae).
Unter die Carmina gemischt sind verschiedene Briefe und zwei Traktate in Prosa: eine Auslegung des Vaterunsers und eine Auslegung des Glaubensbekenntnisses, die an Rufinus von Aquileia anknüpft.

## Ausgaben und Übersetzungen
- Fortvnati Episcopi Pictaviensis De Resvrrectionis Dominicae Die Carmen. Mameranus, Coloniae 1550 (Digitalisat)
- Gedichte: Friedrich Leo (Hrsg.): Auctores antiquissimi 4,1: Venanti Honori Clementiani Fortunati presbyteri Italici Opera poetica. Berlin 1881 (Monumenta Germaniae Historica, Digitalisat).
- Venance Fortunat, Poèmes. Herausgegeben und ins Französische übersetzt von Marc Reydellet, 3 Bände, Paris 1994–2004.
- Heiligenleben in Prosa: Bruno Krusch (Hrsg.): Auctores antiquissimi 4,2: Venanti Honori Clementiani Fortunati presbyteri Italici Opera pedestria. Berlin 1885 (Monumenta Germaniae Historica, Digitalisat), sowie Bruno Krusch (Hrsg.): Scriptores rerum Merovingicarum 2: Fredegarii et aliorum Chronica. Vitae sanctorum. Hannover 1888, S. 364–377 (Monumenta Germaniae Historica, Digitalisat), Bruno Krusch, Wilhelm Levison (Hrsg.): Scriptores rerum Merovingicarum 7: Passiones vitaeque sanctorum aevi Merovingici (V). Hannover 1920, S. 219–224 (Monumenta Germaniae Historica, Digitalisat) und Bruno Krusch, Wilhelm Levison (Hrsg.): Scriptores rerum Merovingicarum 7: Passiones vitaeque sanctorum aevi Merovingici (V). Hannover 1920, S. 372–418 (Monumenta Germaniae Historica, Digitalisat)
- Judith W. George (Hrsg.): Venantius Fortunatus: Personal and Political Poems. Translated Texts for Historians. Liverpool 1996.
- S. di Brazzano: Venanzio Fortunato. Opere / 1 (Gedichte, Appendix). Rom 2001 (Text und ital. Übersetzung).
- Wolfgang Fels: Venantius Fortunatus. Gelegentlich Gedichte. Das lyrische Werk. Die Vita des hl. Martin. Eingeleitet, übersetzt und kommentiert. Hiersemann, Stuttgart 2006, ISBN 978-3-7772-0603-5.
- Venantius Fortunatus: Vita sanctae Radegundis. Das Leben der heiligen Radegunde, Reclam, Stuttgart 2008, ISBN 978-3-15-018559-9
- Michael John Roberts: The Humblest Sparrow. The Poetry of Venantius Fortunatus. Ann Arbor 2009, ISBN 0-472-11683-5.
- Michael John Roberts (Hrsg.): Venantius Fortunatus: Poems (= Dumbarton Oaks medieval library. Band 46). Harvard University Press, Cambridge (MA)/London 2017, ISBN 978-0-674-97492-0.
- N[igel] M. Kay (Einl., Hrsg., Übers., Komm.): Venantius Fortunatus Vita Sancti Martini. Prologue and Books I–II (= Cambridge Classical Texts and Commentaries. Band 59). Cambridge University Press, Cambridge u. a. 2020, ISBN 978-1-108-42584-1.